# Ann Wilson (dansare)
Ann Erica Wilson, född Jönsson den 27 maj 1968 på Råå i Skåne, är en svensk dansare och dansinstruktör.
Wilson började dansa mycket tidigt och vann som ung amatör svenska standardmästerskapen 1985. Samma år flyttade hon till London för att träna dans och flyttade därefter till Norge, där hon träffade sin danspartner Göran Nordin. Tillsammans vann de sex svenska mästerskapstitlar i latinamerikansk dans, tog en femteplats i de europeiska mästerskapen i tiodans och en sjätteplats vid VM i samma disciplin. Efter att hon träffat sin man Paul Wilson flyttade hon med honom till Australien där de blev sjufaldiga australiska mästare i modern dans. Tillsammans vann paret Wilson världens största danstävling, British Rising Star Championship, i Blackpool 1996.
Tillsammans med sin tidigare man driver hon en dansskola i Helsingborg samt arbetar som instruktör för dansklubben Impetus i samma stad. Paret har tidigare drivit en skola i Sydney. Hon var mellan 2006 och 2023 en av de tre domarna i TV4:s dansprogram Let's Dance, där hon medverkade under arton säsonger.